# Anita Rinaldi
Anita Rinaldi (Dunaújváros, 26 ottobre 1974) è un'attrice pornografica e regista pornografica ungherese.

## Carriera
Conosciuta con diversi pseudonimi, secondo il sito IAFD è stata attiva come attrice dal 1993 al 2000 e come regista dal 1995 fino al 2009.

## Riconoscimenti
- Hot d'or nel 1999
- AVN Awards nel 2000

## Filmografia

### Attrice
- My Travels With The Tramp (1993)
- Rocco e le Top Model del cazzo (1993)
- Il guardaspalle (1993)
- Rocco e le storie vere (1993)
- Rocco e le storie vere - Parte seconda (1993)
- Anal X Import 2 (1994)
- Citizen Shane (1994)
- L'ereditiera (1994)
- Erotic Rondò (1994)
- Top Models (1994)
- Betty Bleu 1 (1995)
- Betty Bleu 2 (1995)
- Bustin Out My Best Anal (1995)
- Eros e Tanatos (1995)
- Erotic pur Rebecca Lord (1995)
- Jennifer gatta di piacere (1995)
- Midnight Obsession (1995)
- Racconti di Natale (1995)
- Rebecca - La signora del desiderio (1995)
- Sedia a Rotelle (1995)
- Miss Liberty (1996)
- Il Monaco (1996)
- La nebbia nel passato (1996)
- L'ultima vamp (1996)
- Lunga Notte (1997)
- Planet Sexxx (1997)
- SexHibition 4 (1997)
- Private Castings X 6 (1998)
- Return to Planet Sexxx (1999)
- Perfide provocazioni (1999)
- Superstition (1999)
- Talent Scout (1999)
- I predatori delle Antille (1999)
- Phone Sex (2000)
- La lunga notte (2002)
- Sexy Santa (2006)

### Regista
- Assassinio sul Danubio (1995)
- Bride (1995)
- Ragazza del clan (1995)
- Planet Sexxx (1997)
- Foxy Girl (1998)
- Return to Planet Sexxx (1999)
- Superstition (1999)
- Tease (1999)
- Haunted Love (2000)
- Phone Sex (2000)
- Make Up (2001)
- Visions (2002)
- Amsterdam Sex Games (2003)
- Fetish Underground (2003)
- Stable (2003)
- Private Reality 23: Cum (2004)
- Private Reality 24: Sex Addicts (2004)
- Private Reality 26: Wet 'n Horny Bitches (2004)
- College Girl Revenge (2005)
- Lost (2005)
- Never Been Touched (2005)
- Black Label 42: Addiction (2006)
- Private XXX 30: All You Need is Sex (2006)
- Private XXX 34: Sex is in the Air (2006)
- Sexy Santa (2006)
- Private XXX 39: Sex Bites (2008)
- Private Specials 19: Blow Me Suck Me Drink Me (2009)